# Plastic Ono Band
Plastic Ono Band je bila glasbena skupina, ki so jo sestavljali John Lennon, Yoko Ono, George Harrison, Eric Clapton, Klaus Voormann, Ringo Starr, Jim Keltner, Alan White, Billy Preston in Ken Peterson. Nastala je po razpadu skupine The Beatles. Skupino so sestavljali 3 člani zasedbe The Beatles (John Lennon, Ringo Starr, George Harrison), Klaus Voorman, stari prijatelj Johna Lennona, ki se mu je pridružil v skupini, Alan White, znan kot »Veliki sanjač«, Keith Moon, član zasedbe The Who, in še član skupine New York band Elephant's Memory Jim Keltner z ženo Johna Lennona, Yoko Ono, po kateri se je skupina tudi poimenovala.

## Plastic Ono Band 2009 / Yoko Ono Plastic Ono Band
Leta 2009 je Yoko Ono s svojim sinom Seanom Lennonom hotela obuditi spomine na svojega moža, ki pravi, da ga je zelo ljubila, tako da je ustanovila Yoko Ono Plastic Ono Band 2009. Skupina izvaja glasbo različnih slogov, vendar so osredotočeni predvsem na elektronsko glasbo. Skupino sestavljajo 
- Yoko Ono
- Sean Lennon
- Cornelius
- Yuka Honda
- Yuko Araki
- Hirotaka Shimizu
- Shahzad Ismaily
- Erik Friedlander
- Michael Leonheart
- Daniel Carter
- Indigo Street